# Privaditos
«Privaditos» es el nombre que se le da en el Perú al fenómeno social de desobediencia civil a la prohibición de realizar celebraciones, reuniones y a violar el toque de queda impuesto por la pandemia de COVID-19 en Perú.
Se diferencian de las fiestas COVID-19 originarias de Estados Unidos, en que el contagio de la enfermedad no es el fin mismo de la celebración y no se limita a una determinada edad, pues también se registraron fiestas infantiles como privaditos. Aun así, se le suele atribuir a celebraciones de este tipo con ese nombre.
Las celebraciones clandestinas existían desde el inicio del Estado de emergencia e inmovilización social, aunque estas aumentaron con las primeras políticas de levantamiento y reapertura prolongada, los privaditos fueron prácticamente ignorados hasta la Tragedia de la discoteca Thomas Restobar, que se encontraba en funcionamiento en horario prohibido y de forma secreta, en donde fallecieron 13 personas.

## Descripción
Los privaditos son promocionados principalmente por redes sociales como Facebook y Youtube por productoras de evento, en las celebraciones los asistentes no respetan el distanciamiento social ni portan mascarillas.
Ojo Público registra un aumento de las fiestas clandestinas desde junio de 2020. En diario Trome un productor informó que los privaditos se desarrollan dependiendo del nivel presencial de la autoridad, la venta de entradas se realizan por el WhatsApp, los organizadores de las fiestas invierten entre 5 o 6 mil soles y ganan un aproximado de 12 mil soles.

## Respuesta gubernamental

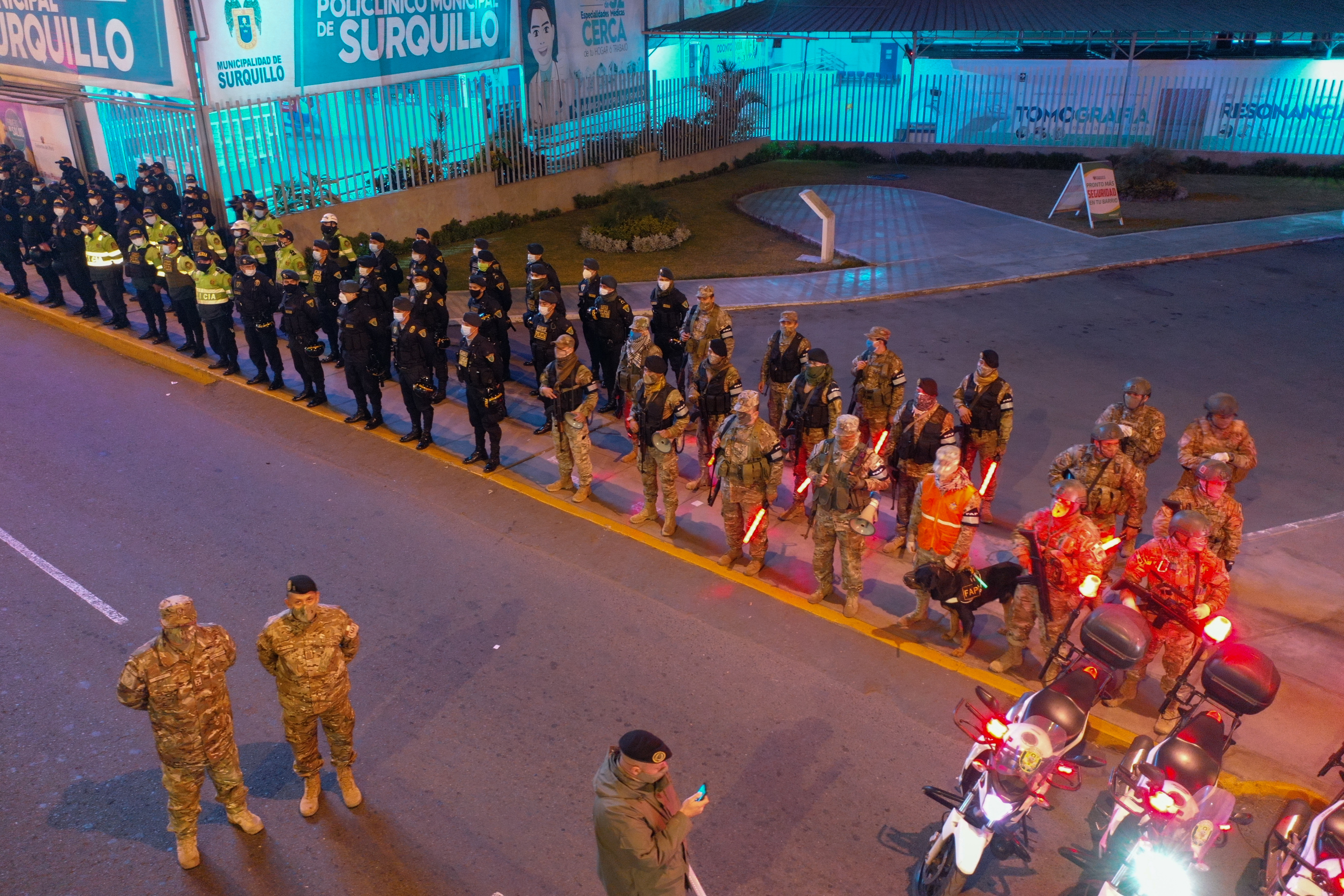
Fuerzas de la Policía Nacional y el Ejército para el cumplimiento del toque de queda en Lima.

El presidente del Consejo de Ministros Walter Martos informó:

Nos hemos reunido con los elementos fiscalizadores y estamos coordinando con los alcaldes para realizar dentro de poco una campaña masiva de control en discotecas, bares, mercados, todos los lugares donde hay conglomerados de gente, con apoyo de la Policía Nacional y las Fuerzas Armadas.

Varios productores de evento que desarrollan los privaditos tienen contactos con fiscalizadores municipales con quienes, mediante el acto ilícito del cohecho, llegan a ponerse de acuerdo para realizar las fiestas.
Debido al impacto de los privaditos, en el gobierno se planteó la aplicación de una ley seca contra bebidas alcohólicas, aunque dicha medida fue descartada por la ministra de Economía María Antonieta Alva: «Evidentemente, lo que los expertos han dicho es que las reuniones familiares se dan independientemente de si hay alcohol o no hay alcohol. No se va a tomar una medida de este tipo». La ministra de Salud Pilar Mazzetti también descartó la aplicación de una ley seca y pidió a la población moderar el consumo de alcohol: «El licor es para disfrutar no para emborracharse. Si seguimos manteniendo la ecuanimidad, espero que no tomemos otras medidas».